# Johns Hopkins Hospital

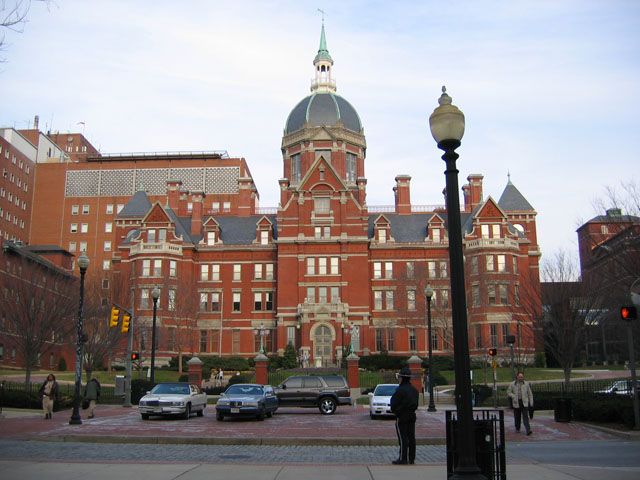
Johns Hopkins Hospital, 2006

Das Johns Hopkins Hospital gilt als eines der besten Krankenhäuser der Vereinigten Staaten. Es befindet sich in Baltimore, Maryland. Die Gründung dieses Lehrkrankenhauses im Jahr 1889 geht auf den Philanthropen Johns Hopkins zurück. Es ist Teil der Medical School der Johns Hopkins University, die zu den besten medizinischen Fakultäten der USA gehört. In den Jahren 1991–2011 wurde das Krankenhaus als das beste Krankenhaus der USA bewertet. Es war damit das einzige Krankenhaus in der Geschichte der USA, welches diesen Titel für 21 Jahre in Folge behalten konnte. Insbesondere gelten die Abteilungen für Rheumatologie, Neurochirurgie, Radiologie, Urologie, Hals-Nasen-Ohren-Heilkunde, Psychiatrie sowie Geriatrie als weltweit führend.

## Geschichte
Johns Hopkins war ein Händler und Bankier, der testamentarisch sein Vermögen von sieben Millionen US-Dollar zur Errichtung von zwei Institutionen spendete. Kurz vor seinem Tod ernannte er zwei Treuhänder, die sich um die Abwicklung kümmern sollten. Zusätzlich wurden von Johns Hopkins zwei Grundstücke in Baltimore zum Bau eines Hospitals vorgesehen.
Hopkins Vorstellung war es, dass das Johns Hopkins Hospital in Ausstattung und ärztlicher Versorgung die Qualität der besten amerikanischen und europäischen Krankenhäuser haben soll. Die Treuhänder sollten durch Auswahl geeigneter Ärzte diesen Standard sicherstellen.
Für Hopkins war die Zusammenarbeit zwischen dem Universitätsbetrieb und dem Krankenhausbereich wichtig. Die Absicht Hopkins zeigte bald erste Früchte. In vielen Bereichen wurde das Johns Hopkins Hospital Vorreiter. So erlaubte es Frauen als Ärztinnen die Arbeit, erstmals wurden im Krankenhaus während Operationen Gummihandschuhe getragen und auch die Dialyse wurde hier in den Klinikalltag eingeführt.
Über einen mit drei Betten ausgestatteten Aufwachraum für neurochirurgische Patienten verfügte das Krankenhaus bereits 1923.

## Wissenschaftliche Erfolge
Einige Leistungen des Krankenhauses wurden mit Nobelpreisen honoriert. Durch Arbeiten auf dem Gebiet der Enzyme wurde der Grundstein zur modernen Gentechnik gelegt. Die Entdeckung im Gehirn vorkommender Opiate führte zur rasanten Entwicklung der Neurotransmitterforschung. Hinzu kamen herausragende Arbeiten auf den Gebieten der Endokrinologie, Urologie, Kinderheilkunde sowie der Neurochirurgie.

## Auswirkungen auf die medizinische Ausbildung in den USA
Johns Hopkins hatte zu Lebzeiten den chaotischen Zustand bei der Ausbildung der Ärzte in den USA festgestellt. Der damalige medizinische Nachwuchs wurde in rein kommerziell ausgerichteten Schulen unterrichtet und erhielt erste praktische Erfahrungen erst nach Ende der Ausbildung durch praktizierende Ärzte. Für Hopkins war dies kein akzeptabler Zustand. Er wollte Ausbildung und Klinikalltag kombinieren. So schuf er am Johns Hopkins Hospital eine strenge Eingangsprüfung, einen geregelten Lehrplan und eine theoretische Ausbildung, die mit einer praktischen am Krankenhausbett kombiniert wurde.
Um seine Ziele durchzusetzen, beschäftigte Hopkins vier begeisterte junge Ärzte, die später die „Großen Vier“ genannt wurden. Es waren William Henry Welch, William Osler, William Stewart Halsted, und Howard Atwood Kelly. Man bot ihnen ein attraktives Forschungsgebiet und die finanzielle Sicherheit zur Durchführung ihrer Arbeiten an. Hierdurch unterschied sich diese Arbeit wesentlich von der üblichen im Klinikbereich, wo klinische Forschung immer nur ein kleiner und finanziell unattraktiver Teil der Arbeit war.
Die Aufnahme von Studenten setzte gute Kenntnisse in den Bereichen Chemie, Biologie und Physik voraus. Hierbei lehnte man sich eng an den Ausbildungsgang deutscher Universitäten an, der in den USA bis dahin nicht existierte. Nach bestandener Eingangsprüfung wurde ein zügiger Studienbeginn sichergestellt. Dabei unterschied sich die Vorgehensweise des Johns Hopkins Hospital sehr von der Ende des 19. Jahrhunderts praktizierten in anderen Ausbildungsstätten, bei der die wirtschaftlichen Verhältnisse der Bewerber über deren Eignung und Fortschritte entschied.
Begabte Frauen wurden von Beginn an am Hopkins Hospital akzeptiert. So arbeitete Dorothy Mabel Reed Mendenhall hier erfolgreich auf dem Gebiet des Hodgkin-Lymphoms, das auch als Morbus Hodgkin bezeichnet wird.
Die Klassengrößen waren deutlich kleiner als es in anderen Ausbildungsstätten üblich war, was ein erfolgreiches Lernen ermöglichte. Es gab eine enge Zusammenarbeit zwischen dem Klinikpersonal und den Studenten, wodurch der Praxisbezug der Arbeit wesentlich gefördert wurde. Die Ausbildung, die vier Jahre dauerte, setzte intensives Studieren voraus, bot aber auch die Möglichkeit mit Experten zu kooperieren und von ihren Erfahrungen zu lernen. Als Neuerung führte man am Hopkins Hospital die Fortsetzung der Ausbildung nach erfolgter Abschlussprüfung ein, eine Vorgehensweise, die sich bald landesweit durchsetzte.
Eine Untersuchung aus dem Jahr 1910 ergab, dass die Ausbildung am Johns Hopkins Hospital führend war, gefolgt von der Washington University, Vanderbilt University, University of Iowa, Duke University School of Medicine und der University of Rochester.